# Merlo Field
A Harry A. Merlo Field at the Clive Charles Soccer Complex a Portland Pilots labdarúgó-stadionja az Amerikai Egyesült Államok Oregon államának Portland városában. A 4852 fő befogadóképességű létesítmény 1990-ben épült. 2015. március 29-étől 2016 végéig a Portland Timbers 2 is használta.

## Története
Névadója Harry A. Merlo filantróp. Itt rendezték a 2001-es NCAA-bajnokság negyeddöntőjét, valamint a 2003-as bajnokság első és második selejtezőjét. 2004-ben a pálya körül hat világítótestet helyeztek ki. Tiffeny Milbrett a nemzeti női labdarúgó-válogatott 2005-ös Ukrajna elleni mérkőzésén lőtte századik gólját.
2005-ben itt rendezték meg az NCAA-bajnokság elődöntőjét. 2007-ben a mérkőzéseken 3652 néző vett részt, ez egymásután a harmadik évben a legnagyobb országos átlag. A Portland Timbers 2008-ban és 2010-ben is játszott itt.

## Fordítás
- Ez a szócikk részben vagy egészben  a   Merlo Field című angol Wikipédia-szócikk ezen változatának fordításán alapul.  Az eredeti cikk szerkesztőit annak laptörténete sorolja fel. Ez a jelzés csupán a megfogalmazás eredetét és a szerzői jogokat jelzi, nem szolgál a cikkben szereplő információk forrásmegjelöléseként.